# 361 (numero)
Trecentosessantuno (361) è il numero naturale dopo il 360 e prima del 362.

## Proprietà matematiche
- È un numero dispari.
- È un quadrato perfetto, infatti 192 = 361.
- È un numero composto, i suoi divisori sono 1, 19, 361.
- È un numero difettivo poiché la somma dei suoi divisori (escluso il numero stesso) è 20 < 361,
- È un numero fortunato.
- È parte della terna pitagorica (361, 65160, 65161).
- È un termine della successione di Mian-Chowla.
- È un numero palindromo nel sistema di numerazione posizionale a base 15 (191) e in quello a base 18 (121).

## Astronomia
- 361P/Spacewatch è una cometa periodica del sistema solare.
- 361 Bononia è un asteroide della fascia principale del sistema solare.

## Astronautica
- Cosmos 361 è un satellite artificiale russo.